# 온-오프 변조
온-오프 변조(On-off keying, OOK)는 반송파의 유무에 의해 디지털 데이터를 표시하는 변조 방식의 한 종류이며, 진폭 편이 변조 중에서 가장 단순한 방식이다. 가장 단순한 방식으로서 어떤 시간에 보내는 반송파의 존재는 바이너리1로 표시하고, 어떤 시간에 보내는 반송파의 부족(존재하지 않는 상태)은 바이너리0으로 표시한다. 더욱 복잡한 방법으로 추가 정보를 더하기 위해 온, 오프의 길이를 변화시키는 방법(예:모스 부호)도 있다.
온-오프 변조는 무선 주파수를 보내는 모스 부호의 송신에 사용된다(연속 파형을 참조). 이 모스 부호는 기본적인 디지털 복조 회로도 사용하지 않고 있다. 또한 OOK는 컴퓨터 간의 ISM 밴드 데이터 송수신에 사용된다.
OOK는 반송파의 진폭을 크게 변화시키기 때문에 스펙트럼 효율은 좋지 않다. 저속에서 중속의 전송 속도에서는 반송파 진폭의 상승과 하강을 조정하면 효율 등을 완화시키 것이 가능하다. 고속에서는 더욱 효율적인 변조 방식(예를 들면 주파수 편이 변조 등)이 일반적으로 사용된다.
또한 RF(무선 주파수)에서 OOK는 광통신 시스템에도 사용된다(예들 들면 IrDA).

## 같이 보기
- 전신
- 진폭 편이 변조 (ASK - Amplitude Shift Keying)